# Imunoterapie

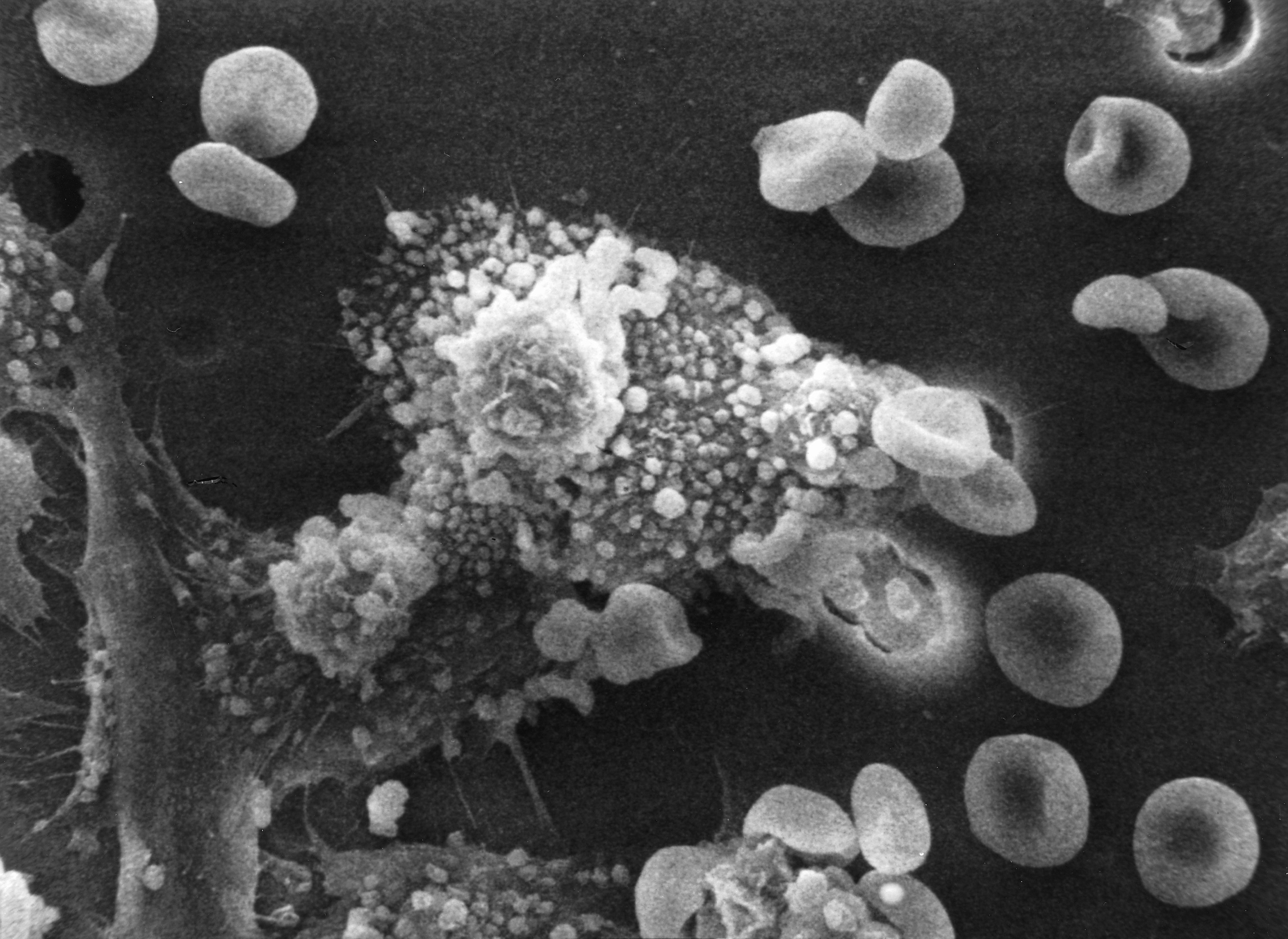
Makrofágy identifikovaly nádorovou buňku (velký ostnatý útvar). Po spojení s rakovinnou buňkou do ní makrofágy (menší bílé krvinky) vstříknou toxiny, které nádorovou buňku usmrtí.

Biologická léčba nebo imunoterapie, řídč. cílená léčba, využívá imunitu organismu a její zeslabení nebo zesílení k léčbě nemocí. Imunoefektorové buňky typu lymfocytů, makrofágů, dendritických buněk, NK buňky, T-lymfocyty mohou účinně bojovat proti rakovině či některým autoimunitním chorobám díky tomu, že jsou lépe známé struktury a pochody na povrchu i uvnitř buňky. Terapie granulocyte colony-stimulating factor (G-CSF), interferonů, imikvimodů a buněčné membránové frakce bakterií jsou povoleny pro medicínské použití. Další typy terapií IL-2, IL-7, IL-12, chemokiny, (CpG) oligodeoxynukleotidy a glukany procházejí klinickým hodnocením.
Léčiva v rámci cílené biologické léčby působí pouze na tyto molekuly a pochody, zlepšují či opravují schopnost sebeobrany organismu. Doprovází je ovšem rovněž řada nežádoucích účinků. Největší překážkou většímu rozšíření jsou vysoké ceny dnes dostupných preparátů.
Do pojmu spadají i klasické humánní imunologické léčivé přípravky sestávající z vakcín, toxinů, sér nebo alergenových přípravků, ale zpravidla se do imunoterapií nezahrnují.

## Mechanismy biologické léčby
Účinné látky používané v biologické léčbě se nazývají imunomodulátory nebo modifikátory imunitní odpovědi. Většinou jsou to látky, které lidské tělo normálně vyrábí. Pro účely cílené léčby nádorů a autoimunitních chorob jsou však tyto látky vyrobeny v laboratoři a tělu dodávány.
Některé typy biologické léčby se naopak podávají ke snížení nežádoucích účinků, které mohou nastat po použití jiných typů protinádorové terapie. Modifikátory imunitní odpovědi jsou schopné blokovat nežádoucí imunitní procesy, či naopak více aktivovat sebeobranu organismu, případně napravovat nežádoucí účinky jiných typů léčby.

### Monoklonální protilátky
Monoklonální protilátky jsou uměle vyráběné protilátky, které vytváří jeden buněčný klon. Podle svého typu jsou zaměřené výhradně proti jednomu antigenu, kterým je látka nebo molekula, kterou imunitní systém organismu rozpoznává jako tělu cizí a nějakým způsobem s ní reaguje. Tímto antigenem může být například receptor nádorové buňky, což je vazebné místo, na které se jako unikátní klíč do příslušného zámku naváže protilátka.
Bohužel samotná monoklonální protilátka může být v organismu rozpoznána jako tělu cizí a s tím souvisí vznik možných nežádoucích reakcí. Tomu lze zabránit použitím tzv. humanizované protilátky, která vzniká kombinací menší části zvířecí protilátky, ve které je část rozpoznávající antigen, a větší části lidské protilátky.

### Diferenciační léčba
Normální buňky mají schopnost dělit se anebo vykonávat nějakou funkci. Normální obnova buněk vychází z buněčné řady, která má schopnost dělení, ale buňky v ní nemají žádnou funkci. Příkladem mohou být buňky kostní dřeně a krvetvorba. Diferenciací se nazývá zrání buňky s určitou funkcí se ztrátou schopnosti dělit se.
To samé do jisté míry platí i pro nádorové buňky. Čím je nádorová buňka podobnější diferencované buňce příslušného orgánu, tím nižší bývá její schopnost se dělit a vytvářet metastázy. Diferenciační léčba je založena na indukci tohoto vyzrávání, takže nádorové buňky dozrají a nemají možnost se dále dělit.

### Inhibitory proteazomu
Proteazomy jsou proteinové komplexy, jejichž funkcí je odbourávání proteinů, mj. i peptidových hormonů, které již předaly signál a mají být zničeny. Inhibice cíleného proteazomu brání odbourávání těchto signálních molekul, v buňce dochází k signálnímu chaosu a buňka zaniká.

### Inhibitory tyrosinkinázy
Aby jednotlivé buňky organismu tvořily společně jeho celek a správně fungovaly, přijímají signály ze svého prostředí prostřednictvím receptorů na svém povrchu. Tato vazebná místa po přijetí informace spustí celou řadu procesů na vnitřní straně buněčné membrány a jedním z prostředníků dalšího předávání informace směrem do buňky je enzym nazývaný tyrosinkináza. Jeho inhibicí (blokováním) se znemožní buňce signál přenést a zpracovat a buňka přestane například růst nebo zanikne.
Protože je velmi mnoho takových buněčných receptorů a druhů tyrosinkináz, vědci se snaží vyvíjet léky, které budou blokovat tyrozinkinázu jednoho nebo několika málo druhů receptorů a tím pádem léčbu příslušně zacílit.

### Antiangiogenní léčba
Tento druh biologické léčby není cílený na nádorové buňky, ale na cévy, které nádor vyživují. Pokud dosáhne nádor určité velikosti a jeho buňky potřebují více živin a kyslíku, začne produkovat vaskulární endoteliální růstový faktor (VEGF), což je látka, která způsobí novotvorbu cév, které nádor lépe vyživují.
Antiangiogenní léčba tlumí celkově tvorbu nových cév v organismu a tím je brzděna i tvorba cév vedoucích k nádoru. Jeho růst se tím zpomalí nebo zastaví. Může však také dojít i ke zpomalení růstu jiných cév v organismu, což je podstatou nežádoucích účinků tohoto typu léčby.

### Antisense oligonukleotidy
DNA nese genetickou informaci, jak má vypadat například určitá bílkovina, kterou buňka potřebuje. Tato genetická informace se z DNA zkopíruje na jinou formu nukleové kyseliny – mRNA a v „továrně na bílkoviny“ (ribozomy) je tato informace přečtena a vytvoří se potřebná bílkovina z jednotlivých aminokyselin. Antisense oligonukleotidy jsou „zrcadlovou“ kopií části mRNA, na kterou se naváží a znemožní její čtení a vznik bílkoviny.

## Použití biologické léčby
Biologická léčba se používá v přesně definovaných situacích, protože má svoje rizika. Nelze ji tedy použít u všech pacientů s chorobami, pro které je určena. Nelze ji také použít jen na zkoušku, protože je finančně velice náročná.
Obecná kritéria použití biologické léčby:
- podtyp nádoru, u kterého je známo, že na konkrétní biologickou léčbu reaguje
- vyčerpání jiných možností léčby
- dosažení nežádoucích účinků předchozí léčby, které opravňují biologickou léčbu použít

### Nádorová onemocnění
Biologická léčba je založena na podávání látek, které jsou připraveny metodami genetického inženýrství. Její využití se v současnosti stále rozšiřuje, ale k nejčastějším důvodům jejího podání asi stále patří nádorová onemocnění.
Nádory, které můžeme ovlivnit pomocí biologické léčby:
- nádory ledvin
- nádory prostaty
- nádory tlustého střeva
- nádory plic
- nádory prsu
- nádory ženských pohlavních orgánů
- melanom
- Kaposiho sarkom

Biologická léčba zde především:
- zastavuje, napravuje nebo omezuje procesy umožňující nádorový růst
- označuje nádorové buňky, aby byly dobře rozpoznatelné vlastním imunitním systémem
- zlepšuje schopnost některých buněk imunitního systému (T-lymfocyty, makrofágy) ničit nežádoucí buňky
- mění růstové schopnosti nádorových buněk, čímž podporuje návrat k chování typickému pro buňky zdravé
- blokuje či napravuje procesy, které ze zdravé buňky dělají buňku nádorovou
- zlepšuje schopnost organismu opravovat a nahrazovat buňky poškozené jinými typy protinádorové léčby (ozařováním, chemoterapií)
- zabraňuje šíření nádorových buněk

V onkologii lékaři využívají zejména:
- Interferon alfa, který se podává podkožně a používá se typicky u melanomu, karcinoidu, nádorů ledvin nebo poruch krvetvorby.
- Interleukin 2, který se může rovněž podávat podkožně, ale také nitrožilně. Tato léčba nebývá pro pacienta příliš pohodlná, často totiž dochází ke vzniku bolestivých zarudnutí v místě vpichu a můžete se také setkat s vyšším počtem nežádoucích účinků. Typicky se využívá při léčbě melanomu či nádorů ledvin.
- Monoklonální protilátky, které se často kombinují s chemoterapií a s úspěchem je lékaři využívají při léčbě nádorů prsu.

### Revmatické choroby
Mezi revmatické nemoci, které je možné pomocí biologické léčby ovlivnit, patří zejména:
- revmatoidní artritida
- JIA (juvenilní idiopatická artritida)
- lupénka
- Bechtěrevova nemoc
- systémový lupus erythematodes

Látky určené k biologické léčbě zde účinkují tak, že:
- blokují signální molekuly či jejich receptory, takže omezují nežádoucí zánět
- napravují „pomýlenou“ imunitní reakci podpořením správných, a naopak upozaděním chybných procesů

Biologická léčba přichází ke slovu tehdy, kdy selhaly jiné přípravky, například metotrexát. U takových pacientů dosahuje biologická léčba účinnosti až v 70 % případů. Typicky se používají protilátky, cytokiny a inhibitory cytokinů, případně antagonisté receptorů. Ty se navážou na látky způsobující a podporující zánět, čímž účinně sníží jejich působnost a zmírní průběh zánětu. Klinický efekt nastupuje rychle, řádově ve dnech a týdnech, a kromě klinické účinnosti dochází i ke zpomalení rentgenové progrese onemocnění. Tím biologická léčba vrací pacienta do normálního pracovního i společenského života, a to bez bolesti.

### Nespecifické střevní záněty
Mezi nespecifické střevní záněty patří například:
- Crohnova nemoc
- ulcerózní kolitida

Podle převažujícího mechanismu účinku můžeme biologickou léčbu, která se používá u těchto onemocnění rozdělit do tří skupin:
- látky inhibující prozánětlivé cytokiny (TNF-α), kam patří např. infliximab, adalimumab
- inhibitory adhezivních molekul, např. natalizumab
- další biologické léky, např. interleukin 10, interleukin 11, interferon β

Biologická léčba zde zasahuje do mechanismů, při kterých abnormální reakce imunitního systému udržuje či zhoršuje průběh zánětlivého střevního onemocnění. Využívají se tedy protilátky, které blokují částice uvolňující se z buněk zánětu ve střevě.
Jednoznačným důvodem k zahájení této léčby je Crohnova choroba nereagující na předcházející léčbu kortikosteroidy,imunosupresivy a antibiotiky, sem patří také nemocní s mimostřevními komplikacemi choroby. Méně vhodná je léčba pro nemocné s píštělemi, kde je pak bohužel léčba méně účinná a existuje také vyšší riziko dalších komplikací.
Léčba se podává v infuzích nebo injekčně a již během několika dnů zlepšuje stav nemocného. Pomáhá předcházet komplikacím, jako je například vývod tlustého střeva.

## Nežádoucí účinky biologické léčby
Každá léčba má své nežádoucí účinky. Výjimkou není ani léčba biologická. Popisují se i závažné či dlouhodobé vedlejší účinky. Nejčastěji pozorované nežádoucí účinky jsou však krátkodobé a mírné.
Někteří odborníci také spekulují o vyšším riziku některých nádorových onemocnění po dlouhodobé biologické léčbě autoimunitních chorob, ale dosavadní výzkumy tuto hypotézu nepotvrdily.
Nejčastější nežádoucí účinky:
- Tzv. chřipkové příznaky jsou nejčastějšími vedlejšími účinky při biologické léčbě. Zahrnují bolesti hlavy a svalů, horečku či třesavku.
- Alergické reakce mohou postihovat místo injekčního podání preparátu a pak se projevují otokem, vyrážkou, případně zarudnutím. Vzácně se po podání biologického léku může objevit celková těžká alergická reakce.
- Po dlouhodobém podávání látek, které se používají v léčbě autoimunitních chorob, může být zvýšené riziko některých typů infekcí.
- Ostatní nežádoucí účinky zahrnují změny krevního tlaku, únavnost, nechutenství či zvracení.